# کالین تاکری
کالین تاکری (انگلیسی: Colin Thackery، زاده ۹ مارس ۱۹۳۰) سرباز جنگ کره و خواننده انگلیسی است که در ژوئن ۲۰۱۹ برنده سیزدهمین فصل بریتینز گات تلنت شد. او به عنوان برنده ، ۲۵۰٬۰۰۰ پوند دریافت کرده و در اجرای سلطنتی ۲۰۱۹ حضور داشت. او در ۸۹ سالگی پیرترین برنده در یک نمایش استعدادیابی است.

## حرفه
محل خدمت تاکری در توپخانه سلطنتی نیروی زمینی بریتانیا بود. او همچنین در مالایا و جنگ کره نیز خدمت کرد.

## زندگی شخصی
تاکری در طول زندگی خود به صورت آماتور اجرا می‌کرد. در کودکی، او در گروه کر کلیسا آواز می‌خواند. در ارتش، او در مسیر کره در کنسرت‌هایی در کشتی برای سربازان شرکت کرد و یک بار هم در آنجا، برای سرگرمی سربازان در جریان یک سکون درگیری، اجرا کرد. او همچنین وقتی به هنگ کنگ فرستاده شد در یک باشگاه نیرو آواز خواند. وی پس از بازنشستگی از ارتش، به یک جامعه محلی اپرا پیوست.
او یک مستمری بگیر چلسی است و در بیمارستان رویال چلسی زندگی می‌کند، پس از ۶۶ سال ازدواج، با درگذشت همسرش جوآن در سال ۲۰۱۶ با آنجا نقل مکان کرد.

## دیسکوگرافی

### آلبوم‌ها
| عنوان                      | جزئیات                                                                              |
| -------------------------- | ----------------------------------------------------------------------------------- |
| عشق همه چیز را تغییر می‌دهد | - منتشر شد: ۶ دسامبر ۲۰۱۹ - برچسب: دکا رکوردز - قالب‌ها: بارگیری دیجیتال، پخش، سی دی |

## افتخارات
| ربان | توضیح             | یادداشت‌ها          |
|      | مدال خدمت عام     | - با گیره «مالایا» |
|      | مدال کره          |                    |
|      | مدال کره ملل متحد | - با گیره «کره»    |